# Si me pudieras querer
Si me pudieras querer es una telenovela cubana transmitida por el canal Cubavisión hace varios años. Actualmente es transmitida por Cubavisión Internacional.

## Director
- Rafael González

## Duración
87 capítulos de 45 minutos aproximadamente.

## Protagonistas
- Jacqueline Arenal
- Larisa Vega
- Jorge Martínez
- Rubén Breñas
- Frank González
- Teresa Rua
- Marta del Río
- Héctor Echemendía Ruiz de Villa
- Obelia Blanco
- Mario Limonta
- Samuel Claxton
- Tamara Morales
- Leandro Sen
- Saskia Guanche
- Amelita Pita
- Aramis Delgado
- Zelma Morales
- Hilario Peña
- Ida Gutiérrez
- Hugo Reyes
- María Esther Monteluz
- Mijail Mulkay

y la participación especial de * Susana Pérez

## Trama
Su trama ocurre en un solar de La Habana Vieja, donde surgen los problemas y conflictos de las personas que en él habitan. El amor, la tolerancia y la comprensión hacia los seres queridos se van a poner de manifiesto durante toda la novela y va a influir dentro de la vida de muchos de los personajes.
- Datos: Q6127314